# Port Vila Sharks
Maillots
Le Port Vila Sharks FC est un club de football vanuatuan basé à Port-Vila. Il est l'un des meilleurs clubs de l'archipel, avec le Tafea FC. 
Son seul titre national est le VFF Bred Cup, un tournoi national dont la victoire en 2008 lui a permis de participer à la Ligue des champions de l'OFC 2008-2009.

## Palmarès
- VFF Bred Cup
  - Vainqueur : 2008